# فجر اف. ۳
فجر اف. ۳ (به انگلیسی: Fajr F.3) یک هواپیمای آموزشی/تفریحی چهار صندلی ایرانی است که به‌طور کامل از مواد کامپوزیتی ساخته شده و توسط صنایع کامپوزیت و هوانوردی فجر تولید می‌گردد. اولین پرواز این هواپیما در سال ۱۹۹۵ انجام گرفت و تولید آن در سال ۲۰۰۱ و پس از کسب گواهی استاندارد جار-۲۳ (به انگلیسی: JAR-23) آغاز گردید. کارشناسان بر این باورند که فجر اف. ۳ یک کپی/اصلاح‌شده از هواپیمای مدل سیروس اس‌آر-۲۰ می‌باشد.

## مشخصات (فجر اف. ۳)
مشخصات عمومی
- خدمه: ۱، خلبان
- گنجایش:  ۳ مسافر
- طول: ۸٫۰۷ متر (۲۶ فیت ۵ اینچ)
- پهنای بال: ۱۰٫۵۰ متر (۳۴ فیت ۵½ اینچ)
- ارتفاع: ۳٫۰۵ متر (۱۰ فیت)
- بال: مساحت ۱۴٫۰۲ مترمربع (۱۵۰٫۹ فیت‌مربع)
- ماهیواره: اچ‌کیو-۴۲ای
- وزن خالی: ۱٬۱۰۰ کیلوگرم (۲٬۴۲۵ پوند)
- بیشینه وزن برخاست: ۱٬۵۸۰ کیلوگرم (۳٬۴۸۳ پوند
- ظرفیت سوخت: ۲۱۲ لیتر (۵۶ گالون آمریکا))
- پیشرانه هواگرد: × ۱ لوکامینگ, ۲۰۱ کیلووات (۲۷۰ اسب‌بخار)  هرکدام

 عملکرد 
- حداکثر سرعت مجاز: ۳۷۰ کیلومتر بر ساعت (۲۰۰ نات) ۲۳۰ مایل ‌بر ساعت
- سرعت بیشینه: ۲۹۶ کیلومتر بر ساعت (۱۶۰ نات) ۱۸۴ مایل ‌بر ساعت
- سرعت پیمایش: ۲۶۷ کیلومتر بر ساعت (۱۴۴ نات) ۱۶۶ مایل ‌بر ساعت
- سرعت استال: ۱۰۴ کیلومتر بر ساعت (۵۶ نات) ۶۵ مایل ‌بر ساعت
- برد: ۱٬۱۲۹ کیلومتر (۶۱۰ مایل دریایی) ۷۰۲ مایل
- پایداری: ۶ ساعت ۱۵ دقیقه
- سقف پروازی: ۵٬۴۸۰ متر (۱۸٬۰۰۰ فیت)
- نرخ اوج‌گیری: ۵٫۲ متر بر ثانیه (۱٬۰۳۰ فیت‌بردقیقه)

## سوانح
در تاریخ ۲۹ مهٔ ۲۰۱۸ هواپیمای فجر۳ متعلق به هوانیروز پس از بلند شدن از باند فرودگاه امام به مقصد مهرآباد، در منطقه رباط کریم سقوط کرد.
این هواپیما چندین ساعت قبل از سانحه به‌علت مشکل سوخت در فرودگاه امام خمینی فرود اضطراری داشته‌است.
حداقل دو نفر از سرنشینان این هواپیما به نام‌های سرهنگ دوم نادر کرد و مهندس پرواز سرگرد مهدی آرایی کشته شده‌اند.